# اچ‌ام‌اس موسیو (۱۷۸۰)
اچ‌ام‌اس موسیو (۱۷۸۰) (به انگلیسی: HMS Monsieur (1780)) یک کشتی بود که طول آن ۱۳۹ فوت ۲ ۱⁄۴ اینچ (۴۲٫۴۲۴ متر) بود. این کشتی در سال ۱۷۷۹ ساخته شد.